# デイヴィッド・ノーダール
デイヴィッド・ノーダール（David Nordahl、1941年 - ）は、アメリカ合衆国の画家で、特に、1988年から2005年まで、音楽界の超大物だったマイケル・ジャクソンの専属肖像画家を務めたことで知られている。もともとは、アパッチ族の生活を精密に研究した上で描かれた油絵によって有名になった。

## 経歴
デイヴィッド・ノーダールは、1941年、ミネソタ州アルバート・リーに生まれた。幼い頃の自分についてノーダールは、「絵を描いていない自分のことは憶えていない。アル中だった父には、よく虐待されていて、絵を描くことは現実から抜け出す手段のようなものだった。いつも、カウボーイやインディアンに夢中になっていた。クラスの友だちに「ローン・レンジャー」の絵を売ったこともあった。」と述べている。
ノーダールは、1959年にアルバート・リー高校 (Albert Lea High School) を卒業した。1960年代半ばには、肖像画の制作のかたわら、アルバート・リー市民劇場 (the Albert Lea Civic Theater) で舞台装置の制作なども手がけていた。1968年に、ミネアポリスに移り、次いで1977年にコロラド州ステョームボート・スプリングスへ移り住んだ。ノーダールはコロラドで、アパッチ族の生活をフォトリアリズムの手法で描いた油絵に集中的に取り組んだが、こうして制作された作品はその丹念に描かれた細部と優れた質によって収集家たちの関心を引き寄せた。

### マイケル・ジャクソンからの後援と交友
ノーダールは、1988年に商業美術界を離れ、マイケル・ジャクソンの専属肖像画家として働き始めた。ジャクソンは、スティーヴン・スピルバーグのオフィスで、19世紀のアメリカ陸軍がアパッチ族の宿営地を攻撃する様子を描いたノーダールの絵を見て、ある夜遅くにノーダールに電話をかけた。ジャクソンは最初、ノーダールに絵の手ほどきをしてほしいと頼んだが、すぐさまノーダールに親近感と友情を覚えた。そこから、2005年まで続く、創造的な協力関係が始まり、数千枚の素描とおよそ1ダースほどの大作が生み出された。
ノーダールとジャクソンの絆は、互いの芸術に対する愛好を通してのみならず、両者に共通していた幼少期の心的外傷経験によっても深められた。「私は、困難を抱えた家庭に育ち、彼もそうだった」とノーダールは述べている。「私たちは、育つ過程で、遊ぶ時間をもっていなかった。ふたりとも、盲目的に働いてばかりいた」。肖像画家としての仕事に加え、ノーダールはジャクソンの遊園地ネバーランド・ランチの設計にも関わった。

### その後
マイケル・ジャクソンが2005年にバーレーンに移住し、さらに2009年に死去したため、ノーダールは再びアパッチ族や、その他の主題を描く生活に戻った。現在は、アリゾナ州ツーソンの Settlers West Galleries が代表者となっている。

## 私生活
現在、ノーダールは、ニューメキシコ州サンタフェに、妻でやはり英術家のロリ・ピーターソン (Lori Peterson) と一緒に住んでいる。ノーダールの息子、ブレイン・デイヴィッド・ノーダールは、2013年8月に、アンティークの銀食器のみを狙った一連の窃盗事件と関わったとして逮捕された。